# Белмансру у Стокхолму
Белмансру је био ресторан северно од палате Oakhill на острву Дјургорден у Стокхолму, који је отворен као кафана 1828. Коначни назив кафане одражавао је његову близину бисти уметника Карла Мајкла Белмана (1740 – 1795), аутора Јохана Никласа Бистрома, која је откривена 26. јула 1829.

## Историја
Посластичар Карлмарк је 1827. године добио дозволу за отварање „места за освежење“ у близини места где је требало да буде подигнута Белманова биста. Његов ресторан је тада био у једноставној сеници званој Карлмаркс. Након инаугурације Белманове бисте,1829, Карлмаркс је постао веома популарно место током лета, посебно на Белманов дан, који се обележавао сваке године 26. јула. Године 1833. сеница је претворена у павиљон у којем је Карлмарк водио посао неколико деценија.
Посао је затим преузео посластичар Сундберг који је малу таверну претворио у гостионицу под именом Белмансру. Водио је Белмансру 1860-их и 1870-их, а наследио га је подрумски мајстор Мартен Нилсон. Обновито је Белмансру са, између осталог, величанственим степеницама и већом терасом и средио врт. Пре Стокхолмске изложбе 1897. очекивао је инвазију гостију.
Године 1905. продао је Белмансру за 200.000 круна жени Терез Хаксел. Поставила је „одвојене собе“ у кући и ресторан је стекао климаву репутацију, па би се чак могао назвати и „гнездом неморала“. Ухапшена је 1914. године јер је „држала кућу у којој се блудовао“. Успела је да се провуче са новчаном казном, али је инцидент изазвао велику пажњу у штампи.
Последњи процват ресторан је доживео под покровитељством рестауратора и мецене Стена Хелберга. Он је то место стекао 1936. и претворио га у луксузни ресторан са скупим намештајем и простором за 500 људи у затвореном и 2.000 људи ако се укључи и ресторан на отвореном. Белмансру је тада припадао Хелмановом царству низа ресторана. Када је Хелман умро 1947. године, посао је преузео Кнут Линдквистер, који је убрзо потом продао Белмансру.
Зграда је претрпела значајна оштећења од дима и воде у пожару 13. маја 1952. Рушевина је остала без интервенција још неколико година све док 17. августа 1955. није избио нови пожар, и тада су зграде сравњене са земљом.

## Карл Мајкл Белман
Карл Мајкл Белман, рођен 4. фебруара 1740. у Стокхолму, умро 11. фебруара 1795. у Стокхолму, био је шведски песник. Његова најпознатија дела су циклуси поезије Фредманове посланице и Фредманове песме. Белманова продукција је била изузетно богата и разноврсна. Обухватао је песме, пародије, драме, преводе и верску поезију. Свирао је лауту, мандолину и цитру.
Годишњи фестивал, који се одржава на Белманов дан (26. јула), обележава инаугурацију Белманове бисте.